# Lars Börje Carlsson
Lars Börje Carlsson, född 14 september 1939 i Matteus församling, Stockholm, död 27 februari 1995 i Hägerstens församling, var en svensk art director.
Carlsson arbetade med reklam hela livet. Han började som springschas på Törnbloms annonsbyrå och studerade på Beckmans.
År 1965 grundade han reklambyrån Blomstrand & Carlsson tillsammans med copywritern Per Blomstrand. Senare anslöt sig Gunnar Broman och byråns namn blev Carlsson & Broman. Han deltog bland annat i att färdigställa Absolut Vodka-flaskans design. Sammanlagt fick Carlsson sex guldägg och flera silverägg.
Byrån såldes till DDB Needham i slutet av 1980-talet och lades ner 1993.
År 1994 skapade han en vattenreningskampanj för det årets upplaga av Stockholms vattenfestival.
Carlsson dog 1995, 55 år gammal.